# Sigurd Syr
Sigurd Syr (nòrdic antic: Sigurðr Sýr) (mort ca. 1018) fou un dels reietons noruecs de Ringerike, una regió a Buskerud. Va ser notable en la història de Noruega en gran manera per la seva associació amb reis Harald Hardrada i Olaf II de Noruega. Pel seu matrimoni amb Åsta Gudbrandsdatter després de la mort del seu primer marit Harald Grenske, Sigurd Syr era padraste del rei Olaf i el pare del rei Harald.
La visió tradicional del pedigrí de Sigurd Halvdansson Syr, tal com es presenta en diversos poemes i sagues islandeses històriques que van culminar en el Heimskringla de Snorri Sturluson, és que ell era un besnet del rei Harald Harfagre pel fill de Harald Sigurd Rise, un relativament obscur fill de Harald amb una noia sami anomenada Snæfrid. El pare de Sigurd, Halfdan, podria no haver estat net del rei Harald, Halfdan de Hadafylke. No hi ha cap testimoniatge contemporani de tal Halfdan. No és gaire probable que aquest llinatge representi realitats històriques. Molts historiadors moderns contemplen la genealogia Hårfagreætta com inventada en gran part.
Segons el Heimskringla, Sigurd Syr era un home prudent, taciturn i modest en general, encara que molt ric. Se sap que és un bon cuidador de la seva propietat. Podria ser propietari de diverses granges grans. El seu sobrenom "Syr" es pot traduir en el sentit de "porcí" o "truja" (relacionat amb l'antic nòrdic svīn). La raó d'això és desconeguda; P.A. Munch suggereix que era perquè la seva atenció era tan concentrat en l'agricultura i que el seu sobrenom volia dir: "El que cava o arrela al terra del camp." Com que Sigurd er un home respecte d'alta alcúrnia, l'epítet més va ser probablement un títol honorífic.
Sigurd Syr fou batejat en la fe cristiana en 998. Segons el Heimskringla, "el rei Olaf Tryggvason va anar a Ringerike a expandir el cristianisme, Sigurd Syr i la seva esposa foren batejats".
Sigurd Syr no era una persona políticament ambiciosa. Ell no era aliè a la pompa i la cerimònia de la noblesa, però va jugar la part que se li esperava. Dona suport plenament les ambicions del seu fillastre Olaf de lideratge i comandament. En 1014 va sol·licitar amb èxit als seus pars, els altres reis noruecs locals, el seu suport a la causa del seu fillastre quan Olav va voler construir un exèrcit a Noruega.